# 곤봉멍게과
곤봉멍게과(Clavelinidae)는 무관해초목에 속하는 피낭동물과의 하나이다. 곤봉멍게와 푸른테곤봉멍게 등을 포함하고 있다.

## 하위 속
- 곤봉멍게속 (Clavelina) Savigny, 1816 - 곤봉멍게(C. fasciculata), 푸른테곤봉멍게(C. coerulea)
- Euclavella Kott, 1990
- Nephtheis Gould, 1856
- Pycnoclavella Garstang, 1891